# 趙襄子
趙襄子（？—前443年），本名赵毋卹或赵無恤，是中國春秋時期晉國趙氏的領袖，春秋戰國之際晉國的大夫。生年不詳，任內與韓康子、魏桓子結盟，三家滅智，瓜分了正卿智伯所有食邑。卒於前443年。 卒諡襄，史稱趙襄子。 《史記》中所引趙襄子的紀年，在位為33年（前457至前425年），清華簡《繫年》則記為前475年至443年。

## 在位年份
《史記》記載趙襄子的紀年，為前457至前425年，在位共33年。而近人錢穆《先秦諸子繫年》及楊寬《戰國史》考証認為為前475至前425年，在位共51年。王政冬據清華簡《繫年》記載「晉敬公立十又一年（前441），趙桓子會（諸）侯之大夫，以與越令尹宋盟于鞏」，認為為前475至前443年，在位共33年。清華簡《繫年》為考古發掘簡牘，應以《繫年》為准。畢竟錢穆和楊寬為現代人，《史記》所記年期正確，只是時間記錯而已。

## 生平

### 立为儲君
趙襄子為趙簡子趙鞅之子，因母是從妾，又是翟人之女，所以他位屬庶子，在諸子中名分最低。小時候甚至連父親簡子也看不起他。據《史記》載，趙簡子一次患病昏睡了七日半，在夢中為天帝射殺熊、羆，以及被告知晉國七世而亡。之後又在路上遇見神秘人物攔路進一步為他解夢，說晉國將有大亂，而他的兒子他日將併吞代國。為了早日確立繼承人選以應對未來大事，趙簡子請來善於相術的姑布子卿到府中，召諸子前來讓子卿看相。子卿對趙簡子一眾兒子全部看不上眼，唯獨見到之後才被召進來的毋卹，才認定他是可以統率大軍之人（指能當上正卿，也就是能繼承趙簡子地位）。趙簡子於是召集所有兒子對話一遍，發現毋卹的對答最為優異。
當時趙簡子已立了嫡長子趙伯魯為世子，為了決定伯魯與毋卹二人之間誰更適合繼位，趙簡子將訓誡之辭寫在竹簡上分授二人，要求他們認真習讀，領悟要旨。過了三年，趙簡子突然對二人作出考查，結果伯魯無法背出當中內容，甚至連竹簡也丟失了；而毋卹卻對竹簡上的訓誡背誦如流，而且一直將它攜藏於身，把它從衣袖中取出給父親看。於是趙簡子亦認同毋卹更為優良，已有改立他為世子的打算。
又有一次，趙簡子召見兒子們說：“我將一寶符藏於常山（古北岳恆山，今河北定州以西）之上，你們當中誰先尋得到就可以獲得賞賜。”一眾兒子於是乘騎到常山上，卻怎麼都找不著寶符。只有毋卹歸來後回奏父親：“我得到了寶符。憑常山之險居高臨下面向代國，就能奪取代國。”趙簡子聽罷，終於確認毋卹果然是諸子中最優秀的，於是決定廢世子伯魯，立毋卹為儲。
据《竹書紀年》載，簡子卒於晉定公三十七年（前476年），毋卹承襲簡子晉卿之職，史稱趙襄子。《史記》則記毋卹代立之年為出公十七年（前458年），但後者為漢代著作時間太遠，而《竹書紀年》為晉代盜墓賊所盜之書，已被史學家公認為戰國魏國史學家所著，故應以考古挖掘資料為準。

### 謀取代國
趙襄子的姐姐是代王的妻子（史料記作代趙夫人）。周貞定王十一年（晉出公十七年）（前458年），襄子到夏屋山（在今山西代縣東北），請姊夫代王赴會相見。在酒宴上，襄子早已安排下埋伏陷阱，斟酒的人在行斟時，趁機用斟酒用的銅勺刺殺代王及其從官。代王一死，趙軍隨即起兵攻取代國，併入趙氏版圖。襄子之姊泣而呼天，拔下髮笄自刺而死。

### 智伯之怨
簡子死後，晉國正卿由智伯瑤取而代之。智伯為晉國正卿後，竭力發展自家勢力，很快成為智、趙氏、韓氏、魏氏等卿大夫中，權力最大，實力最強的門閥。
周貞定王五年（晉出公十一年）（前464年），智伯與趙襄子一同率兵包圍鄭國國都。智伯要求襄子率先領軍攻城，襄子則推說理應由主帥智伯先進攻，智伯於是對襄子說：“你相貌醜陋又沒有勇氣，怎麼能夠當上繼承人的？”襄子答道：“就憑著我能夠忍受恥辱，這應該對趙氏宗族沒有甚麼危害罷！”在宴會上智伯喝醉了酒，借著酒意向襄子灌酒並毆打他。襄子幕下的家臣都要求殺掉智伯以洗刷恥辱，襄子回答：「主君之所以讓我做儲君，就是因為我能忍辱負重。」此後襄子對智伯心生忿恨。
權力的膨脹，助長了智伯獨吞晉國之心。周貞定王十三年（晉出公十九年）（前456年），智伯假借晉侯之命，以恢復晉國霸業為由，先後向韓、魏兩家分別索取一萬戶的邑地。韓康子、魏桓子明知這是智伯意在削弱別家，但因為無法單獨與之爭鋒，如數交出。趙襄子卻因為往日圍鄭時受到智伯羞辱，拒絶智伯割讓藺和皋狼兩地的要求。智伯大怒，遂以晉侯的名義，親任元帥率領韓、魏兩家出兵攻趙。

### 晉陽之戰
周貞定王十四年（晉出公二十年）（前455年），智伯率韓康子、魏桓子合兵攻趙，圍困晉陽。趙襄子苦守一年餘，智伯借洪水掘汾河之壩，水灌晉陽，城中軍民“懸釜而炊，易子而食”。晉陽雖“民無叛意”，但群臣卻有動搖之心。趙襄子無法久守晉陽，依家臣張孟談之計秘密聯絡韓、魏兩家，以“唇亡齒寒”的利害關係說服二人與趙氏結盟。趙襄子之後趁智伯勝驕不備之機，派人乘夜殺死守堤官兵，決堤放水倒灌智伯軍營；韓、魏兩軍配合趙軍，內外夾擊智伯軍隊。最後趙襄子擒殺智伯，將其首級作成飲酒之骷髏杯，三家聯手族滅智氏，共分其地。
由此，晉國四卿之爭，變為韓、趙、魏三家稱霸，為後來的三家分晉奠定了基礎。

### 豫讓之刺[13][14]
智伯瑤敗死於晉陽後，智氏的食客豫讓欲為主公智伯報仇，意图在厕所中謀刺趙襄子，但被赵襄子察觉，刺杀未遂而豫让被擒，趙襄子认为豫让为主尽忠实在是义士，于是此次放過了他。
過了一段日子，豫讓又以漆塗身、咽炭為啞，趁趙襄子過橋時，欲加以刺殺。趙襄子馬驚，搜索之下又找到了豫讓。趙襄子問：“你以前也曾效力於范氏和中行氏，智瑤攻滅他們，你不為他們兩家報仇，反而委身臣服於智伯。現在智伯也已經死去，你又為甚麼單單如此深刻地要為他報仇呢？”豫讓說：“范氏與中行氏，待我如同普通人，我就以普通人的身份報答；智伯待我有如國士，我自然以國士的身份報答。”
襄子不再放過豫讓，命士兵包圍他。豫讓要求要取趙襄子衣服刺幾下以作為對智伯的報答，趙襄子有所感動並允其所請，豫讓跳躍三次刺向趙襄子衣服，隨後自殺。趙人聽說此事，無不為豫讓落淚。

### 傳位風波
起初趙簡子為了趙氏的未來，將位子傳給聰慧的庶子趙襄子，而不傳給嫡子趙伯魯。趙襄子因此決定尊重宗法，不立自己的兒子為繼承人，希望把趙氏傳給兄長伯魯的兒子趙周，把他封到代地立為代成君。但因代成君早死，又改立趙周之子趙浣為儲君。趙襄子死後，趙襄子的兒子趙桓子將趙浣流放，自立為君，繼位一年（或十四年）後病死。臣服於趙家的國人貴族們認為桓子的抉擇是在違背襄子的意志，於是聯手殺死了趙桓子的兒子，再迎回趙浣，擁立為君，是為趙獻子。趙獻子的兒子趙籍就是趙烈侯。

## 史傳軼事
- 《新序》載趙襄子飲酒五日五夜不停，對侍從自誇說：「我真是邦國內傑出的人啊！飲了五日五夜的酒，居然沒有疲勞。」其臣子優莫說他不如殷商的紂王，因為紂王曾飲酒七日七夜。趙襄子問優莫，自己飲酒僅僅差紂王兩日，是否會也如紂王一般身死國亡。優莫則說不會，並解釋道：「桀、紂之所以滅亡是因為遇上了成湯和武王，如今整個天下全是像桀一樣的君主，而君上則和紂一樣，桀和紂並列於當世，怎麼能夠互相消滅呢？不過這也很危險了。」[19]

- 《韓非子》載趙襄子曾向王子期學習駕馭馬車之道理，卻因為得失心太重，心思都放在與王子期爭勝之上，無法專心馭馬而失敗。[20]

## 家庭
- 妻：空同氏，《史记正义》认为她来自崆峒
- 子：五子，其中有赵桓子赵嘉，其余四子不详

## 延伸阅读
[在维基数据编辑]
 《刺客列傳》，出自司馬遷《史記》